# Vžigalna tuljava
Vžigalna tuljava (ang. ignition coil ali pa spark coil) je indukcijska tuljava, ki pretvori nizkonapetostni tok iz avtomobilske baterije v visokonapetostni tok (več tisoč voltov). Ta tok potem na vžigalnih svečkah ustvari iskre in tako vžge gorivo.
Alternativa vžigalni tuljavi je vžigalni magnet, ki se uporablja, kjer ni na voljo baterije, npr. motorne žage. Vžigalni magnet se veliko uporablja tudi na batnih letalskih motorjih, kjer je sicer na voljo tudi baterija.